# تاكيشي ناكاشيما
تاكيشي ناكاشيما (باليابانية: 中島 豪) (15 يناير 1976 في ناغاساكي في اليابان – )؛ هو لاعب كرة قدم ياباني سابق كان يلعب كمدافع.

## وصلات خارجية
- تاكيشي ناكاشيما على موقع رابطة كرة القدم اليابانية للمحترفين (اليابانية)
- تاكيشي ناكاشيما على موقع عالم كرة القدم.نت (الإنجليزية)